# Noriega (productor)
Norgie Noriega Montes, conocido artísticamente como Noriega, es un productor discográfico, compositor y cantante puertorriqueño de reguetón. Inició asociado a los productores de reguetón Luny Tunes en el álbum Mas flow. También es director ejecutivo de Noriega Music Publishing y colabora en la composición de diversos temas para artistas como Tito el Bambino, Arcángel, Tego Calderón, Wisin, entre otros.
Ha ganado tres premios BMI por las canciones «Amigo mío» de Toño Rosario y Tego Calderón en 2006, «Carita bonita» de Pee Wee en 2010 y «Si lo hacemos bien» de Wisin en 2017, además de dos Premios Billboard de la Música Latina en 2004 junto a Luny Tunes.

## Carrera musical
Noriega fue uno de los primeros productores de reguetón durante el ascenso del estilo a la popularidad e importancia comercial. Comenzó a obtener créditos de producción de alto perfil en 2002 con Las Guanábanas en Guillaera, con Héctor y Tito en A la reconquista, con Magnate & Valentino en Rompiendo el hielo, entre otros.
Al año siguiente, produjo temas para Ivy Queen, Diva, Tego Calderón, El Abayarde; y Vico C, En honor a la verdad, quienes se encontraban entre los artistas más respetados de Puerto Rico en ese momento. También en 2003, fue co-facturado con Luny Tunes en Mas flow, un mixtape para el sello Flow Music de DJ Nelson, álbum con el cual fueron finalistas y ganadores en los Premios Billboard de la Música Latina en 2004 como Dúo Tropical del Año y Álbum Tropical del Año.
Mientras Luny Tunes continuaba con la serie Mas flow, Noriega procedió a trabajar en su primer mixtape en solitario, Contra la corriente (2004), que nuevamente fue comisionado por DJ Nelson y lanzado a través de Universal Music Latino. También en 2004, se le atribuyó una lista de trabajos de producción como: Eddie Dee con 12 discípulos; Las Guanábanas con Colección dos; Tego Calderón con El Enemy de los Guasíbiri; Mikey Perfecto con Evolución arrestada; Zion & Lennox con Motivando a la Yal; y Baby Rasta & Gringo con el disco Sentenciados.
En los años siguientes, su carrera sufrió algunos cambios; dejó el campo de Flow Music y resurgió en 2006 bajo la bandera de Univision para su segundo lanzamiento en solitario, Sin control (2006).
Ocasionalmente canta en las canciones que produce. Fue el compositor del sencillo «Por amar a ciegas» de Arcángel.

## Discografía
- 2003: Mas flow (con Luny Tunes)
- 2004: Contra la corriente
- 2006: Sin control